# Giornata internazionale di Visegrád
La giornata internazionale di Visegrád è una festa che si svolge il 15 febbraio di ogni anno in Polonia, Repubblica Ceca, Slovacchia ed Ungheria per celebrare la fondazione del Gruppo di Visegrád. La festa è svolta su iniziativa dello stesso gruppo con la partecipazione delle principali reti televisive e radiofoniche dei quattro paesi quali Telewizja Polska, Polskie Radio, Česká televize, Český rozhlas, Rozhlas a televízia Slovenska e MTVA.
La giornata commemora l'anniversario della costituzione del Gruppo di Visegrad attraverso l'accordo firmato il 15 febbraio 1991 nel castello della città ungherese di Visegrád dai presidenti di Polonia, Cecoslovacchia ed Ungheria. L'obiettivo della festa è quello di evidenziare i legami storici tra le società e le istituzioni in Polonia, Repubblica Ceca, Slovacchia ed Ungheria, nonché la loro cooperazione in corso. Questi quattro paesi celebrano la giornata attraverso la trasmissione, per mezzo delle reti televisive e radiofoniche, di contenuti che supportano la collaborazione fra di loro e l'apertura a problemi e difficoltà comuni.
La festa si è tenuta per la prima volta il 15 febbraio 2016, per il 25º anniversario della riunione dei tre presidenti a Visegrád.